# Hétérométabole
Les hétérométaboles sont une catégorie d'insectes ptérygotes chez lesquels il n'y a pas de stade immobile entre la larve et l'adulte.
Les hétérométaboles se divisent en deux sous-catégories :
- les paurométaboles : la larve et l'adulte vivent dans le même milieu.
- les hémimétaboles : la larve et l'adulte vivent dans des milieux différents (larve souvent aquatique).